# هم (گروه)
هم (انگلیسی: Hem) یک گروه از بروکلین، نیویورک است. گروه تاکنون شش آلبوم استودیویی، پنچ آلبوم چندآهنگه و سه آلبوم گردآوری‌شده منتشر کرده‌است.